# Тило Керер
Јан Тило Керер (њем. Jan Thilo Kehrer; Тибинген, 21. септембар 1996) професионални је њемачки фудбалер, који тренутно игра у енглеској Премијер лиги за Вест Хем и репрезентацију Њемачке на позицији штопер, који такође може играти на позицији десног бека.

## Највећи успеси

### Париз Сен Жермен
- Првенство Француске (3) : 2018/19, 2019/20, 2021/22.
- Куп Француске (2) : 2019/20, 2020/21.
- Лига куп Француске (1) : 2019/20.
- Суперкуп Француске (2) : 2019, 2020.
- Лига шампиона : финале 2019/20.

### Вест Хем јунајтед
- УЕФА Лига конференције (1) : 2022/23.

### Репрезентација Немачке до 21
- Европско првенство до 21 (1) : 2017.